# Heterotheca camporum
Heterotheca camporum là một loài thực vật có hoa trong họ Cúc. Loài này được (Greene) Shinners mô tả khoa học đầu tiên năm 1951.